# Adrien Thilorier

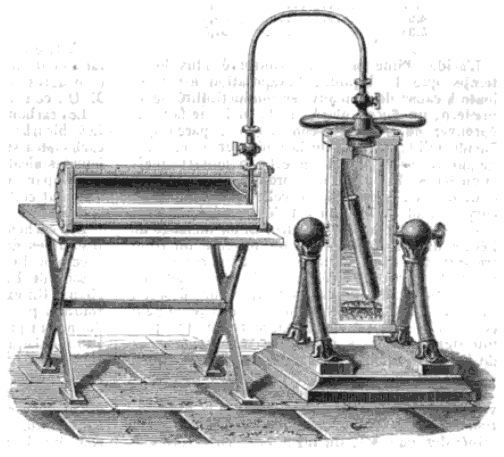
Kompressor (rechts) für die Herstellung von flüssigem Kohlendioxid nach dem Vorbild von Thilorier

Adrien Jean Pierre Thilorier (* 16. Februar 1790 in Paris; † 2. Dezember 1844) war ein französischer Erfinder und Chemiker. Er gilt als Erfinder des Trockeneises (Herstellung von festem Kohlendioxid).
Er war der Sohn des Anwalts Jean Charles Thilorier (1756–1818), bekannt als Anwalt von Alessandro Cagliostro in der Halsbandaffäre, der aber auch als Erfinder bekannt war und als Autor populärwissenschaftlicher Bücher wie Système universel (4 Bände, Paris 1815). Über das Leben von Adrien Thilorier ist wenig bekannt. Seine erste Erfindung war eine hydrostatische Lampe für Leuchttürme (eine Flüssigkeit verdrängte das Öl in dessen Behälter und sorgte so für Stetigkeit beim Brennen der Lampe). Diese stand allerdings in Konkurrenz zu ähnlichen Erfindungen der Zeit und Thilorier rief die Akademie in Paris wegen Prioritätsstreitigkeiten an. 1829 gewann er mit einer Vorrichtung für die Kompression von Gasen den Montyon-Preis der Akademie. 1834 demonstrierte er die Verflüssigung von Kohlendioxid mit einem seiner Kompressoren und 1835 beschrieb er die Herstellung von festem Kohlendioxid in einer Note für die Akademie. Die schneeartige Substanz entstand beim Abfüllen flüssigen Kohlendioxids in eine Glasflasche und die Entdeckung fand schnell Verbreitung auch über Frankreich hinaus. Eine Mischung von Trockeneis mit Äther war als Thilorier’s Mischung bekannt und diente zur Kühlung in Experimenten.
1832 gewann er erneut den Montyon-Preis der Akademie für eine Quecksilber-Vakuumpumpe. Im gleichen Jahr wird er als Angestellter der französischen Post erwähnt.
Seine Kompressoren entwickelten bis 1000 Atmosphären Druck. Notorisch bekannt wurde sein Name, als in einer Vorlesung von Antoine Bussy der École d’Pharmacie im Dezember 1840 einer der nach seinem Vorbild gebauten Kompressoren explodierte (er war aus Gusseisen statt Schmiedeeisen). Der Präparator Osmin Hervy verlor dabei ein Bein und starb wenig später. Thilorier sah für seinen Kompressor die verschiedensten Anwendungen vor, auch als Antrieb für Fahrzeuge und U-Boote, für Taucher, Mineralwasserherstellung und hydraulische Pressen.
Da er seine Veröffentlichungen fast immer nur mit Thilorier unterzeichnete, kam es in der Literatur zu einer Verwechslung, zunächst in der Biographie von Louis Thénard durch seinen Sohn Paul Thénard, der ihn mit einem Studenten der École Polytechnique namens Charles-Saint-Ange Thilorier verwechselte. Das wurde in einem Aufsatz von Duane Roller von 1952 über die Erfindung von Trockeneis übernommen.
1968 veröffentlichte die Balzac-Forscherin Madeleine Ambrière-Fargeaud eine Studie über den „verrückten Wissenschaftler“ Balthazar Claës in Balzacs Erzählung La Recherche de l’absolu und machte den Erfinder Adrien Thilorier als eines von dessen Vorbildern aus. 2003 bestätigte der niederländische Wissenschaftshistoriker Joost Mertens die Identifizierung. Insbesondere die Patente von Thilorier wiesen ihn als Adrien Thilorier aus.